# Торксе
Торксе́ (фр. Torxé) — коммуна во Франции, находится в регионе Пуату — Шаранта. Департамент коммуны — Шаранта Приморская. Входит в состав кантона Тонне-Бутон. Округ коммуны — Сен-Жан-д’Анжели.
Код INSEE коммуны — 17450.

## Население
Население коммуны на 2010 год составляло 244 человека.
| 1962 | 1968 | 1975 | 1982 | 1990 | 1999 | 2010 |
| ---- | ---- | ---- | ---- | ---- | ---- | ---- |
| 307  | 272  | 244  | 216  | 202  | 232  | 244  |